# Fidelis
Fidelis est une census-designated place située dans le comté de Santa Rosa, dans l’État de Floride, aux États-Unis. Sa population s’élevait à 156 habitants lors du recensement de 2010. Fidelis n’est pas incorporée.

## Démographie
| Groupe            | Fidelis | Floride | États-Unis |
| ----------------- | ------- | ------- | ---------- |
| Blancs            | 89,7    | 75,0    | 72,4       |
| Amérindiens       | 5,8     | 0,4     | 0,9        |
| Métis             | 4,5     | 2,5     | 2,9        |
| Autres            | 0       | 22,0    | 23,6       |
| Total             | 100     | 100     | 100        |
|                   |         |         |            |
| Latino-Américains | 1,9     | 22,5    | 16,7       |

Selon l'American Community Survey, pour la période 2011-2015, 100 % de la population âgée de plus de 5 ans déclare parler l'anglais à la maison.
| 2000 | 2010 | - | - | - | - |
| ---- | ---- | - | - | - | - |
| 16   | 156  | - | - | - | - |